# Cortes de Tomar

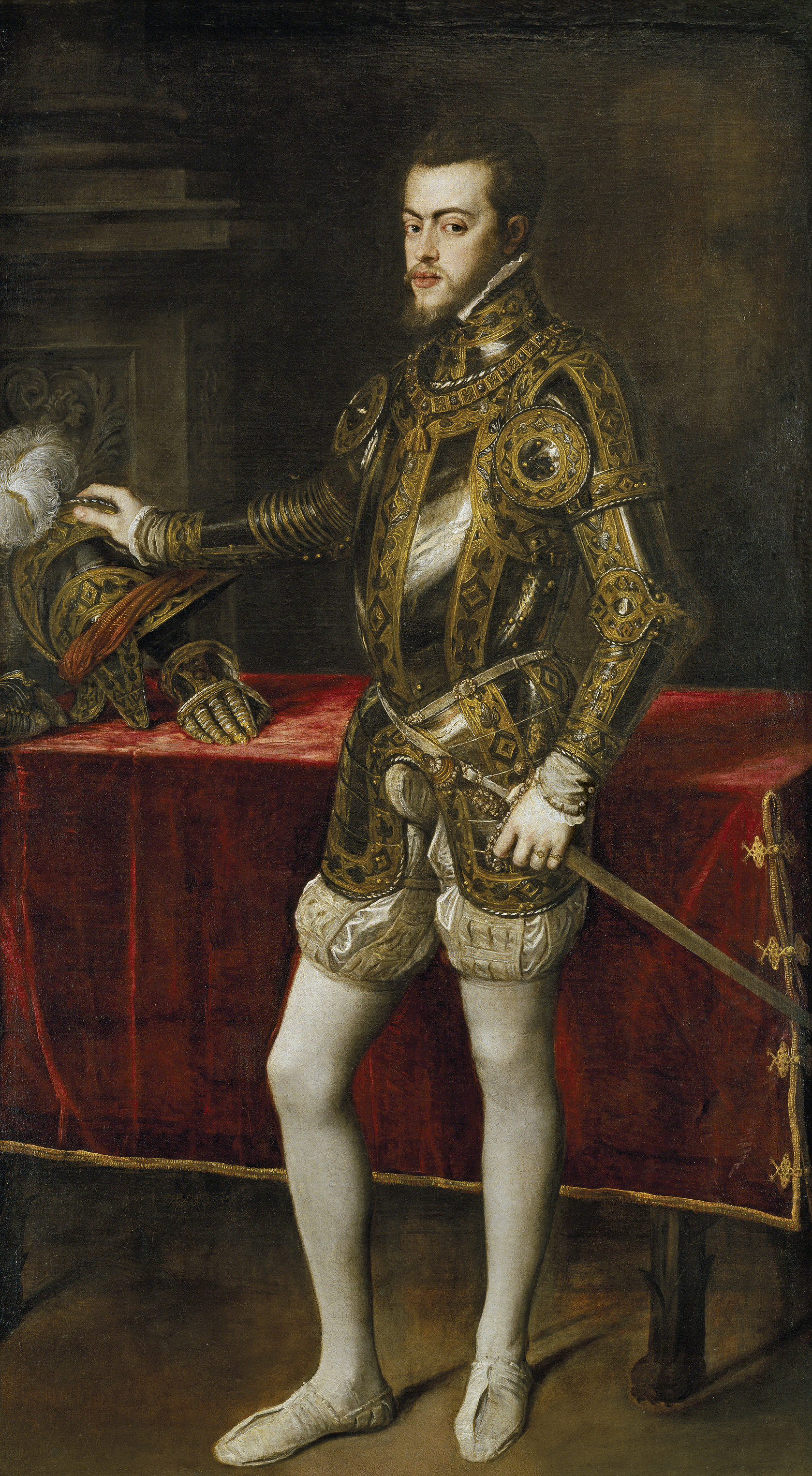
Felipe II, príncipe de Asturias, por Tiziano (1551).

Las Cortes de Tomar de 1581 fueron concebidas por el Rey Felipe II de España para tranquilizar a los tres estados de Portugal que en aquellos momentos no tenían plena confianza en el soberano.
Restablecido de una epidemia, Felipe II partió de Badajoz a Elvas en 1580. El monarca estaba inquieto en lo que respecta al tercer estado, el pueblo. Al partir de Elvas ya en 1581 y pasando por Arronches, Crato y Ponte de Sor llegó a Tomar, donde iban a ser establecidas las Cortes.
El rey estaba asediado por los que le pedían el pago de sus servicios políticos que lo elevaron a su condición distinguida. Así veía Felipe II realizado su sueño ibérico. Días después aparecía en la puerta del Convento de Cristo el famoso edicto en el cual Felipe II indultaba a las personas relacionadas con la rebelión del prior de Crato contra su legítima autoridad. A raíz de esto los tres estados le pidieron al rey que les concediese los privilegios que les había prometido anteriormente. El rey les respondió diciendo que les haría llegar la respectiva carta de registro. 
En las Cortes de Tomar de 1581, Felipe II intentó obtener el apoyo de los tres estados y para concretar la unión dinástica con Portugal tuvo que someterse a lo siguiente:
1. Respetar las libertades, privilegios, usos y costumbres de la monarquía portuguesa.
2. Reunir las Cortes siempre en Portugal y mantener las leyes portuguesas.
3. Los cargos de virrey o gobernador de Portugal deberán ser mantenidos por portugueses o miembros de la familia real.
4. Los cargos previstos para la Corte y la administración general del Reino serán siempre ocupados por portugueses.
5. Los portugueses podrán también ocupar funciones públicas en Castilla.
6. El comercio de la India y Guinea solo podrá llevarse a cabo por portugueses.
7. No podrán ser concedidos títulos de ciudades o villas si no son a portugueses.
8. La lengua de las actas y documentos oficiales será en portugués.
9. Todos los años serán creadas doscientas nuevas viviendas (serán entregadas a los hidalgos a partir de los doce años) y la Reina deberá tener siempre como damas nobles portuguesas.
10. Las guarniciones castellanas serán retiradas.

Así quedaron acautelados los intereses de las clases altas, y Portugal pasará a ser gobernada bajo la forma de unión personal, manteniendo su soberanía, instituciones y privilegios. Se trata, pues, de una unión dinástica, no territorial, ya que no se producirá una homogeneización administrativa y jurídica.
Después de las Cortes de Tomar, Felipe II de Habsburgo fue proclamado Felipe I de Portugal logrando una unión dinástica.
- Datos: Q2998074